# Casa do Meio
Casa do Meio es una localidad caboverdiana del municipio de Porto Novo.

## Geografía
La localidad está situada en la isla Santo Antão.

## Organización territorial
La localidad abarca el lugar de:
- Casa do Meio